# Mineo

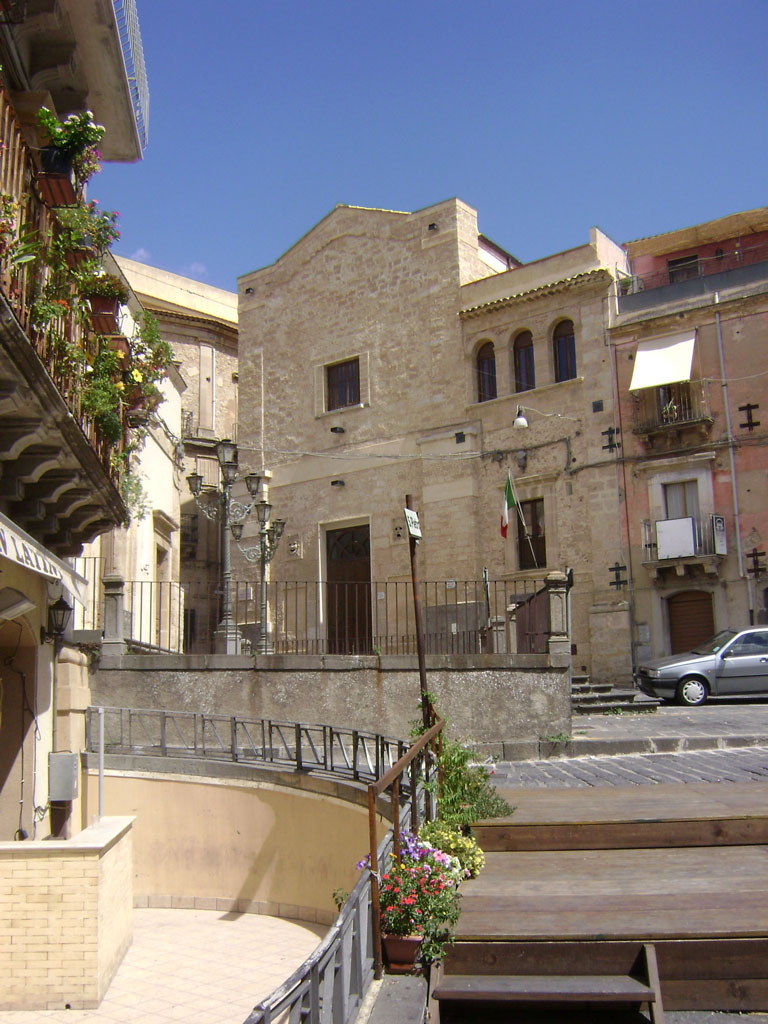
Mineo

Mineo is een gemeente in de Italiaanse provincie Catania (regio Sicilië) en telt 5432 inwoners (31-12-2004). De oppervlakte bedraagt 245,0 km², de bevolkingsdichtheid is 22 inwoners per km².

## Geschiedenis
De stad is gebouwd op de plaats waar de stad Menae of Menaenum door Ducetius, koning van de Siceli, in 459 v. Chr. gesticht werd. Mineo was een van de eerste steden op Sicilië die in 828 door de moslims (Aghlabiden) werd bezet. Het kasteel werd na een belegering van drie dagen ingenomen. In de 11e eeuw werd Mineo veroverd door Rogier I van Sicilië.

## Demografie
Mineo telt ongeveer 2119 huishoudens. Het aantal inwoners daalde in de periode 1991-2001 met 5,1% volgens cijfers uit de tienjaarlijkse volkstellingen van ISTAT.
| Jaar | Inwoneraantal |
| ---- | ------------- |
| 1991 | 5888          |
| 2001 | 5586          |

## Geografie
De gemeente ligt op ongeveer 511 m boven zeeniveau.
Mineo grenst aan de volgende gemeenten: Aidone (EN), Caltagirone, Grammichele, Licodia Eubea, Militello in Val di Catania, Palagonia, Piazza Armerina (EN), Ramacca, Vizzini.
In de jaren 1940-1941 bouwde het fascistisch regime in het koninkrijk Italië een nieuw dorp op het grondgebied van Mineo. Het gaat om Borgo Pietro Lupo, genoemd naar de officier Pietro Lupo.

## Geboren
- Placido Nigido (1570-1640), theologisch schrijver
- Luigi Ricceri (1901-1989), generaal overste van de Salesianen van Don Bosco